# Pré Saint-Gervais (metropolitana di Parigi)
Pré Saint-Gervais è una stazione della linea 7 bis della metropolitana di Parigi.

## La stazione
La stazione venne aperta nel 1911 sulla linea 7 e il 3 dicembre 1967 sull'attuale linea 7 bis.

## Storia
Pré Saint-Gervais era un piccolo agglomerato che prese il nome da una cappella dedicata a san Gervasio. Gervasius fu perseguitato da Diocleziano a Milano intorno al 300.
Fra le stazioni di Botzaris e Pré Saint-Gervais, sulla rue de Bellevue, tracciata nel 1812, si trovavano i sei mulini della butte de Beauregard.

## Interconnessioni
- Bus RATP - 48, PC2, PC3